# Алоха (фільм)
«Алоха» — американська комедійно-драматична стрічка, основні події якої розгортаються на Гаваях.

## Сюжет
Браян Гілкрест, відомий своїм поганим характером, майже нікому не подобається. Втративши роботу, у нього з'являється шанс повернутися. Його відправляють на військову базу на Гаваях. На острові він знайомиться з симпатичною Елліс, яка мала стати його помічником. Невдовзі Гілкрест зустрічає колишню кохану, багато років до того жінка пішла від нього. Зараз вона дружина його товариша по службі, мати двох дітей.
Задача Браяна — контроль запуску супутника та він дізнається, що на ньому зброя. Чоловік вирішує перешкодити цьому. За допомогою він звертається до знайомого хакера, якому вдається проникнути в систему. Супутник вибухає. Гілкреста звинувачують у злочині, але правда розкривається і з нього знімають усі обвинувачення.
Головний герой вирішує залишити службу та залишитись на Гаваях разом з Еллісон Енджі.

## У ролях
| Актор                 | Роль            |
| --------------------- | --------------- |
| Бредлі Купер          | Браян Гілкрест  |
| Емма Стоун            | Еллісон Енджі   |
| Рейчел Мак-Адамс      | Трейсі Вудсайд  |
| Білл Мюррей           | Карсон Велч     |
| Джон Кразінські       | Джон Вудсайд    |
| Денні Макбрайд        | полковник Лейсі |
| Алек Болдвін          | генерал Діксон  |
| Майкл Чернус          | Рой             |
| Білл Кемп             | Боб Ларджент    |
| Даніелль Роуз Расселл | Грейс Вудсайд   |
| Джейден Лібергер      | Мітчелл Вудсайд |
| Івана Миличевич       | біограф Карсона |

## Створення фільму

### Виробництво
Зйомки фільму проходили в Гонолулу та на Оаху, Гаваї, США.

### Знімальна група
- Кінорежисер — Кемерон Кроу
- Сценарист — Кемерон Кроу
- Кінопродюсери — Кемерон Кроу, Скотт Рудін
- Композитори — Йон Тор Бірґіссон, Алекс Сомерс
- Кінооператор — Ерік Готьє
- Кіномонтаж — Джо Гатшинг
- Художник-постановник — Клей А. Гріффіт
- Артдиректор — Пітер Борк
- Художник по костюмах — Дебора Лінн Скотт
- Підбір акторів — Франсін Мейслер[2].

## Сприйняття

### Критика
Фільм отримав переважно негативні відгуки. На сайті Rotten Tomatoes оцінка стрічки становить 19 % на основі 127 відгуків від критиків (середня оцінка 4,3/10) і 28 % від глядачів із середньою оцінкою 2,6/5 (29 550 голосів). Фільму зарахований «гнилий помідор» від кінокритиків та «розсипаний попкорн» від глядачів, Internet Movie Database — 5,4/10 (47 670 голосів), Metacritic — 40/100 (36 відгуків критиків) і 4,3/10 від глядачів (122 голоси).

### Номінації та нагороди
| Нагороди та номінації фільму «Алоха» | Нагороди та номінації фільму «Алоха» | Нагороди та номінації фільму «Алоха»       | Нагороди та номінації фільму «Алоха» | Нагороди та номінації фільму «Алоха» | Нагороди та номінації фільму «Алоха» |
| Рік                                  | Кінофестиваль/кінопремія             | Категорія/нагорода                         | Номінант                             | Результат                            |                                      |
| ------------------------------------ | ------------------------------------ | ------------------------------------------ | ------------------------------------ | ------------------------------------ | ------------------------------------ |
| 2015                                 | «Золотий трейлер»                    | Найкращий романтичний фільм                | Sony, Buddha Jones                   | Номінація                            |                                      |
| 2015                                 | Асоціація кінокритиків Сент-Луїса    | Найгірший фільм року                       | «Алоха»                              | Номінація                            |                                      |
| 2015                                 | Teen Choice Awards                   | Choice Movie: Комедія                      | «Алоха»                              | Номінація                            |                                      |
| 2015                                 | Teen Choice Awards                   | Choice Movie Actor: Комедія                | Бредлі Купер                         | Номінація                            |                                      |
| 2015                                 | Teen Choice Awards                   | Choice Movie Actress: Комедія              | Емма Стоун                           | Номінація                            |                                      |
| 2016                                 | Альянс жінок-кіножурналісток         | Акторка, яка потребує нового агента        | Емма Стоун                           | Перемога                             |                                      |
| 2016                                 | Альянс жінок-кіножурналісток         | Фільм, який хотіли полюбити, але не змогли | «Алоха»                              | Номінація                            |                                      |
| 2016                                 | Асоціація кінокритиків Г'юстона      | Найгірший фільм                            | «Алоха»                              | Номінація                            |                                      |